# José Ribeaud
José Ribeaud (* 22. November 1935 in Coeuve, damals Kanton Bern, jetzt Kanton Jura, Schweiz; † 2. Februar 2019) war ein französischsprachiger Schweizer Journalist und Chefredaktor.

## Leben
Ribeaud gelangte nach verschiedenen Stationen seines Berufslebens als französischsprachiger Redaktor zum Téléjournal der Télévision Suisse Romande. Zuvor war er drei Jahre als Gewerkschafter und sieben Jahre als Lehrer in der Sahara, in Deutschland, Italien, England und der Schweiz tätig. Von 1966 bis 1990 arbeitete er in Zürich, darunter von 1974 bis 1982 als Chefredaktor. 1990 wurde er wiederum Chefredaktor, diesmal der Tageszeitung La Liberté in Fribourg.
Seit 1996 war Ribeaud pensioniert und widmete sich nach Aufenthalten in Madagaskar einer von ihm gegründeten christlich geprägten Radiostation, dem Radio Haja, mit einem Schwerpunkt auf Bildungsfragen. Des Weiteren gründete er auf der Insel eine berufsvorbereitende Schule. 
Ribeaud war verheiratet, Vater zweier Kinder und Grossvater von fünf Enkeln.

## Preise
- 1987: Preis der Oertli-Stiftung.

## Veröffentlichungen
- Kurt Furgler à cœur ouvert. Éditions de l’Aire, 1986.
  - deutsch von Jean-Paul Rüttimann: Kurt Furgler: Staatsmann und Mensch. Ex Libris, Zürich 1987.
- Dialog mit Flavio Cotti: La Suisse à l’heure de vérité. Éditions Universitaires de Fribourg, Fribourg 1992, ISBN 2-8271-0592-6.
- Quand la Suisse disparaîtra. Éditions de l’Aire, 1998.
  - deutsch von Erich Gysling: Es war einmal die Schweiz… Ein Plädoyer von José Ribeaud. Zytglogge, Gümligen 1998, ISBN 3-7296-0571-2.
- La Suisse plurilingue se déglingue. Plaidoyer pour les quatres langues nationales suisses. Delibreo, Neuenburg 2010, ISBN 978-2-940398-10-2.
  - deutsch von Caroline Gutberlet: Vier Sprachen, ein Zerfall. Wie die Schweiz ihren wichtigsten Vorteil verspielt. Nagel & Kimche, München 2013, ISBN 978-3-312-00580-2.[1]
- Maudite décharge. Histoire d’un site contaminé et de son assainissement à la frontière franco-suisse. Éditions Alphil, 2014, ISBN 978-2-88930-024-2.